# Roche hémicristalline
Hemicristalline se dit d'une roche qui n'a pas entièrement cristallisé lors de son refroidissement : elle est donc formée par des cristaux et une matrice vitreuse c'est-à-dire amorphe (ex: le basalte est une roche hémicristalline).